# علی سلیمان اسد
علی سلیمان الاسد با نام کامل علی سلیمان احمد ابراهیم سلیمان الوحش (۱۸۷۵–۱۹۶۳) رهبر علویان در لاذقیه و یکی از مخالفان قیمومیت فرانسه بر سوریه و لبنان بود. او پدر رئیس‌جمهور سابق سوریه حافظ اسد و نیز پدربزرگ بشار اسد است.

## زندگی شخصی
پدر او سلیمان بن احمد بن ابراهیم بن سلیمان الوحش است. خانواده اسد در قرضه، یک شهر علوی در منطقه کوهستانی سنجق لاذقیه متعلق به امپراتوری عثمانی ساکن بودند. آنها از قبیله کلبیه بودند.
علی به محافظت از ضعیفان شهرت داشت و در دهه ۱۹۲۰ به پناهندگانی که از استان حلب سابق فرار می‌کردند، زمانی که فرانسه بخش‌هایی از آن را به ترکیه واگذار کرد، کمک می‌کرد. او یکی از معدود علوی‌های تحصیل کرده روستای خود و تنها فردی از روستای خود است که مشترک روزنامه است. به دلیل دستاوردهایش، علوی‌ها به علی لقب «اسد» (به معنی شیر) دادند و در سال ۱۹۲۷ او این لقب را به عنوان نام خانوادگی خود انتخاب کرد.
علی سه بار ازدواج کرد و برای بیش از سه دهه صاحب یازده فرزند بود. همسر اولش سعده اهل منطقه الحفه است که از او صاحب سه پسر و دو دختر شد. همسر دومش ناعسه، بیست سال از او کوچکتر است. ناعسه دختر عثمان عبود از منطقه القطیلبیه است. علی از ناعسه صاحب یک دختر و پنج پسر شد که یکی از آنها حافظ است که در ۱۹ اکتبر ۱۹۳۰ به دنیا آمد.